# Planplatten
Planplatten är en bergstopp i Schweiz.   Den ligger i distriktet Interlaken-Oberhasli och kantonen Bern, i den centrala delen av landet, 70 km öster om huvudstaden Bern. Toppen på Planplatten är 2 245 meter över havet, eller 83 meter över den omgivande terrängen. Bredden vid basen är 0,86 km.
Terrängen runt Planplatten är huvudsakligen bergig, men åt nordost är den kuperad. Närmaste större samhälle är Meiringen, 5,3 km väster om Planplatten. 
Trakten runt Planplatten består i huvudsak av gräsmarker. Runt Planplatten är det mycket glesbefolkat, med 2 invånare per kvadratkilometer.